# 坂本峠
坂本峠（さかもととうげ）は、岐阜県郡上市明宝奥住にある峠である。

## 概要
国道472号が通る。標高979m。
地理的には飛騨国と美濃国の分水嶺にあたり、木曽川水系長良川支流の吉田川と木曽川水系飛騨川支流の馬瀬川が分かれる。
近世には飛騨側に簡易な関所が設けられていた。
県道73号高山八幡線時代の1980年（昭和55年）4月1日には飛騨美濃道路の坂本トンネルが開通している。
1993年（平成5年）に国道472号へ昇格。
2010年（平成22年）に飛騨美濃道路が無料開放されるのに伴い、坂本峠を通る道路は国道から格下げされ、同時期に通行止になった。

## 通過道路
- 国道472号旧道
- 飛騨美濃道路（現道）

## 主なトンネル
- 坂本トンネル（現道）